# Miss Grand México 2023
Miss Grand México 2023 fue la 1.ª y única edición independiente del certamen Miss Grand México la cual se realizó en el Auditorio MIA de la ciudad de Culiacán, Sinaloa el miércoles 30 de agosto de 2023. Cuatro candidatas de toda la República Mexicana y una de la Comunidad mexicana en los Estados Unidos compitieron por el título nacional, el cual fue ganado por María Fernanda Beltrán de Sinaloa quien compitió en Miss Grand Internacional 2023 en Vietnam. Beltrán fue coronada por el Director Nacional de Miss Grand México Flavio Falsiroli, convirtiéndose en la segunda sinaloense en ir a Miss Grand Internacional.

## Antecedentes
Después de adquirir la licencia de Miss Grand México en 2022, Flavio Falsiroli, junto con otro organizador de certámenes, Orlando Ruiz, planeó organizar un certamen nacional llamado Concurso Nacional de Belleza México (CNB México) en 2023 para seleccionar a la representante del país para Miss Grand Internacional 2023,  pero la propuesta fue cancelada posteriormente debido a conflictos internos,  lo que provocó que Falsiroli estableciera su propio certamen, Miss Grand México, como el concurso de reemplazo. También franquiciaba las competencias estatales a organizadores locales individuales, quienes nombrarían a treinta y dos reinas estatales para competir en el certamen nacional; solo se distribuyeron nueve licencias estatales, mientras que las reinas de los 23 estados restantes se determinarían a través de un gran casting nacional celebrado el 3 de junio de 2023 en el Hotel Emporio Reforma en la Ciudad de México.
Inicialmente, la final nacional se programó para septiembre en Ciudad Juárez , ciudad fronteriza al norte de Chihuahua , a petición de Iliana Conny Blanco, directora estatal de Miss Grand Chihuahua, quien afirmó que el evento contaba con la aprobación y el pleno apoyo del gobierno local, así como de varios sectores empresariales locales. Sin embargo, el 20 de julio, Blanco informó al organizador nacional que no podía cumplir con el acuerdo mencionado debido a la falta de apoyo gubernamental y financiero, lo que obligó a trasladar el evento a Culiacán, Sinaloa.

## Resultados
| Posición               | Candidata                            |

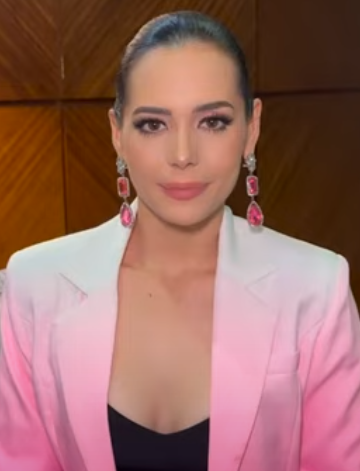
María Fernanda Beltrán
Miss Grand Sinaloa 2023 y Miss Grand México 2023.

| Miss Grand México 2023 | - Sinaloa - María Fernanda Beltrán   |
| 1.ª Finalista          | - Estados Unidos - Aarlin Bustamante |
| 2.ª Finalista          | - Coahuila - Frida Reynoso           |
| 3.ª Finalista          | - Jalisco - Priscila Franco          |
| 4.ª Finalista          | - Puebla - Ingrid Lucero             |

### Premios Especiales
| Premio               | Candidata                            |
| Rostro más Bello     | - Estados Unidos - Aarlin Bustamante |
| Mejor Figura         | - Sinaloa - María Fernanda Beltrán   |
| Miss Social Media    | - Jalisco - Priscila Franco          |
| Mejor Traje Típico   | - Sinaloa - María Fernanda Beltrán   |
| Mejor Traje de Noche | - Coahuila - Frida Reynoso           |
| Miss Elegancia       | - Jalisco - Priscila Franco          |
| Miss Grand Model     | - Coahuila - Frida Reynoso           |

### Jurado
- Hecbel Rubí López Caballero - Activista, abogada y defensora de los derechos de las mujeres
- Patricia Valdez - Diseñadora de modas
- Flavio Falsiroli - Presidente Miss Grand México
- Carlos Beltrán Martín del Campo - Cirujano plástico
- Silvia Espinoza - Conductora de televisión

## Candidatas
| Estado         | Candidata                       | Edad | Estatura | Residencia         |
| Coahuila       | Frida Elizabeth Reynoso Rivas   | 27   | 1.76     | Piedras Negras     |
| Estados Unidos | Aarlin Andrea Bustamante Noris  | 23   | 1.79     | El Paso            |
| Jalisco        | Priscila Franco Franco          | 27   | 1.70     | Tepatitlán         |
| Puebla         | Ingrid Lucero Ramírez Peralta   | 24   | 1.70     | San Andrés Cholula |
| Sinaloa        | María Fernanda Beltrán Figueroa | 23   | 1.77     | Culiacán           |

## Sobre los Estados en Miss Grand México 2023

### Estados que se retiran de la competencia
- Chihuahua - Abril Amaya
- Nuevo León - Areli Hernández[12]
- Tabasco - Karla Jiménez[13]
- Zacatecas - Elena Roldán[14]

## Crossovers
| Miss Grand Internacional - 2023: Sinaloa - María Fernanda Beltrán Miss Universo - 2024: Sinaloa - María Fernanda Beltrán (2.ª Finalista) Miss Mesoamérica Internacional - 2023: Sinaloa - María Fernanda Beltrán (Top 6) - Representando a Riviera Maya Reina Internacional del Pacífico - 2023: Sinaloa - María Fernanda Beltrán (1.ª Princesa) Miss Universe Mexico - 2024: Sinaloa - María Fernanda Beltrán (Ganadora) Miss México - 2025: Coahuila - Frida Reynoso (Por Competir) Mexicana Universal - 2022: Coahuila - Frida Reynoso - 2022: Jalisco - Priscila Franco Embajadora México - 2023: Sinaloa - María Fernanda Beltrán (Miss Mesoamérica Riviera Maya) - 2021: Coahuila - Frida Reynoso Miss Globe México - 2019: Puebla - Ingrid Lucero (2.ª Finalista) Miss Universe Sinaloa - 2024: Sinaloa - María Fernanda Beltrán (Designada) | Miss Coahuila - 2025: Coahuila - Frida Reynoso (Ganadora) Miss Jalisco - 2018: Jalisco - María Vargas (Top 5) Miss Puebla - 2023: Puebla - Ingrid Lucero (2.ª Finalista) Mexicana Universal Coahuila - 2021: Coahuila - Frida Reynoso (Designada) - 2017: Coahuila - Frida Reynoso (1.ª Finalista) Mexicana Universal Jalisco - 2021: Jalisco - Priscila Franco (2.ª Finalista) Embajadora Coahuila - 2021: Coahuila - Frida Reynoso (Designada) Embajadora Sinaloa - 2022: Sinaloa - María Fernanda Beltrán (Designada) Miss Globe Puebla - 2019: Puebla - Ingrid Lucero (Ganadora) Miss Teen Globe Puebla - 2018: Puebla - Ingrid Lucero (1.ª Finalista) Miss Earth Texas-USA - 2022: Estados Unidos - Aarlin Bustamante (3.ª Finalista) Señorita Turismo Región de los Altos - 2018: Jalisco - Priscila Franco Señorita Tepatitlán - 2018: Jalisco - Priscila Franco (Ganadora) |